# Марія Водзинська
Марія Водзинська (пол. Maria Wodzińska; 7 січня 1819, Желязова Воля — 7 грудня 1896, Флоренція) — польська художниця другої половини XIX століття. Представниця романтизму.

## Біографія
Народилася у багатій родині польських аристократів Водзинських герба Ястршембець. У 1833—1835 роках жила з родиною у Женеві, де познайомилася з багатьма представниками світу культури і мистецтва. Їхній будинок був центром зустрічей польської колонії. Там вона подружилася з Юліушем Словацьким, на якого справила велике враження. Він присвятив їй один зі своїх віршів.
Будучи в Дрездені в 1835 році зустріла Фредеріка Шопена. Почуття молодого музиканта знайшло відгук у її серці, і вони заручилися у 1836 році. Однак їх любов не зворушила серця її батьків. Водзинські відмовилися видати дочку за композитора, який тільки-но набув популярності. Хоча до кінця життя родина Водзинських, особливо мати Марія Тереза, залишалися у близьких відносинах з Шопеном.
Марія двічі була одружена.

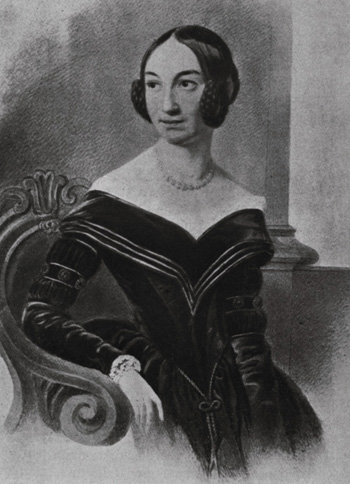
Водзинська, Станіслав Маршалкевич, 1840 рік
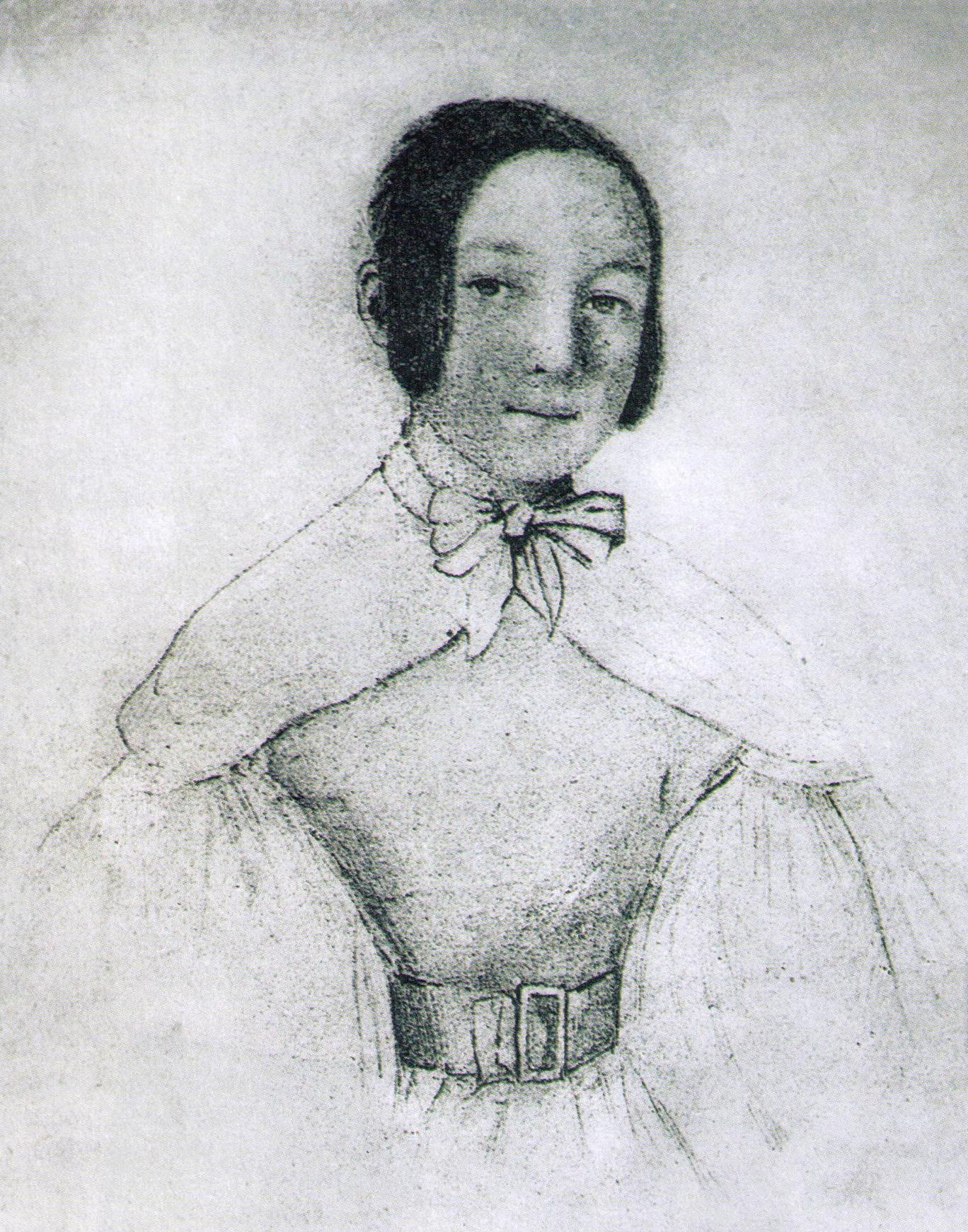
Автопортрет. 1836
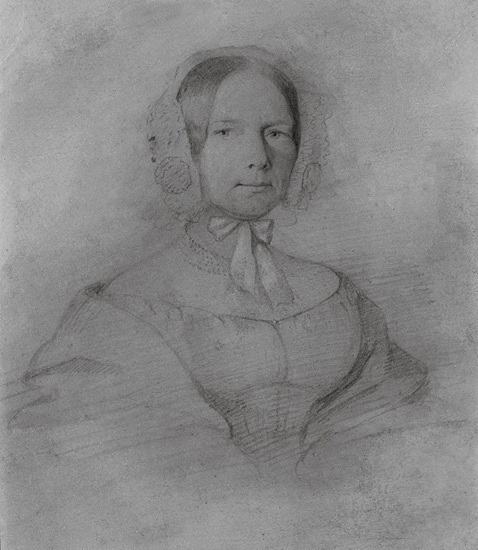
Анна Емілія Веселовська, до шлюбу Скарбек (1793—1873)
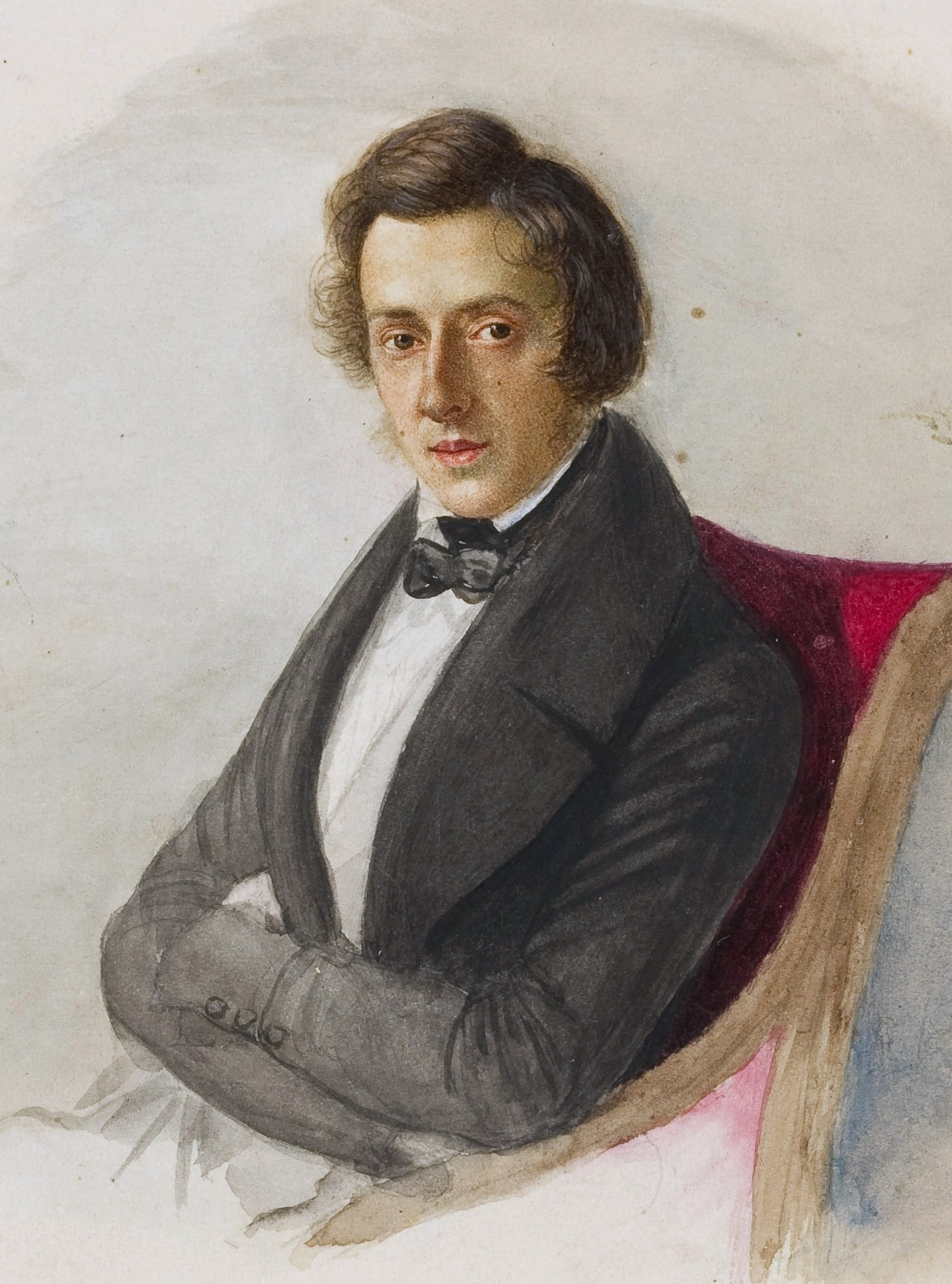
Портрет Фредеріка Шопена. 1836
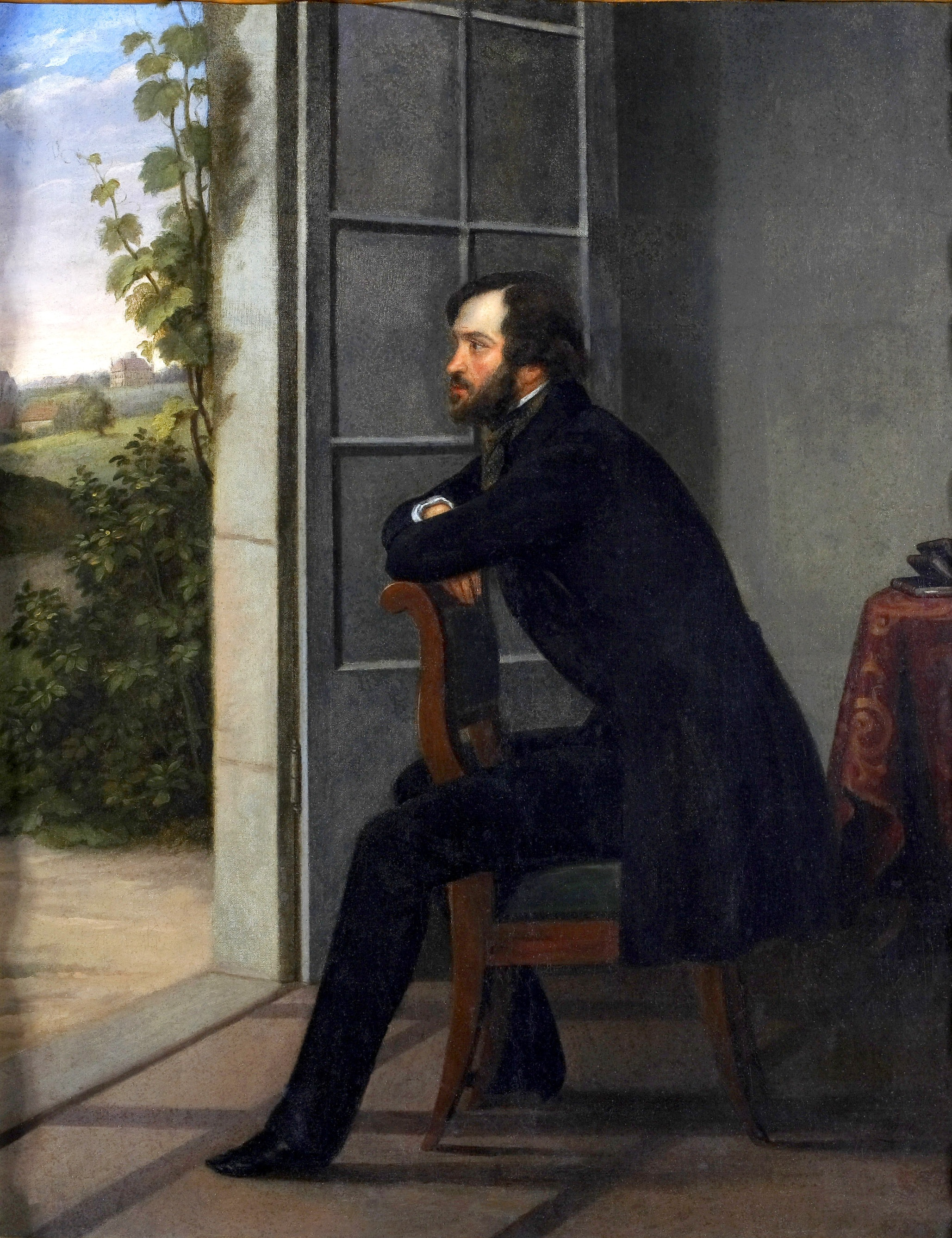
Портрет брата. Між 1842 і 1845.
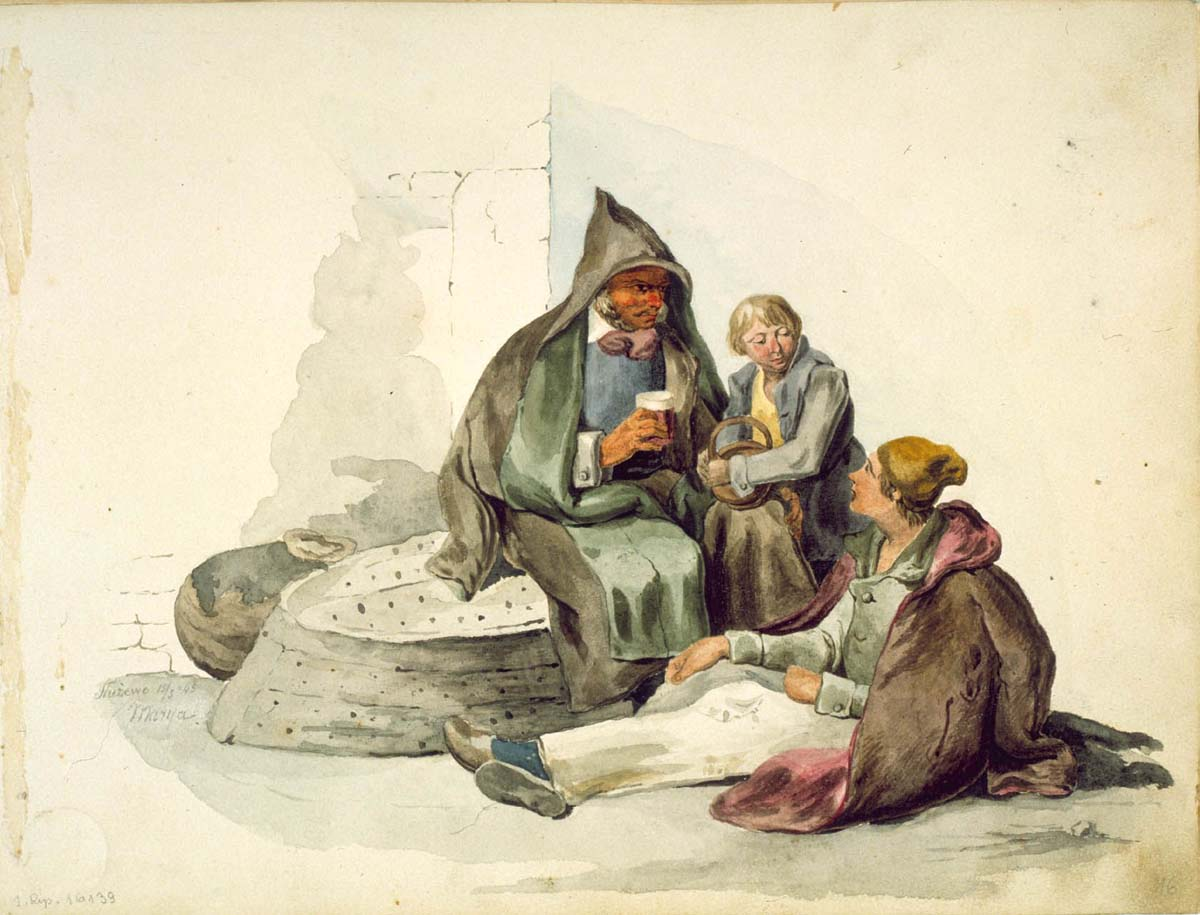
Акварель «Два чоловіки і хлопчик». 1836.